# Masahito Nishiwaki
Masahito Nishiwaki (jap. 西脇 雅仁, Nishiwaki Masahito; * 6. Oktober 1984 in Kushiro, Hokkaidō) ist ein japanischer Eishockeyspieler, der seit 2008 erneut für die Nippon Paper Cranes in der Asia League Ice Hockey spielt.

## Karriere
Masahito Nishiwaki begann seine Karriere beim Team aus Midorgaoka. Später wechselte er zur Mannschaft der Waseda-Universität. 2004 wurde er von den Nippon Paper Cranes aus der Asia League Ice Hockey verpflichtet, kam aber erst in seiner zweiten Spielzeit dort zum Einsatz. 2007 konnte er mit den Paper Cranes die Asia League gewinnen. Zudem wurde er 2006 und 2007 mit seinem Team auch japanischer Landesmeister. Nach diesen Erfolgen wechselte er zu den Dayton Bombers in die ECHL, kehrte aber bereits nach einem Jahr zu den Nippon Paper Cranes in seine Geburtsstadt Kushiro zurück. Mit den Paper Cranes konnte er auch 2009 und 2014 die Asia League gewinnen und 2010 sowie 2011 zwei weitere Landesmeistertitel sammeln.

### International
Für Japan nahm Nishiwaki im Juniorenbereich an der U18-B-Weltmeisterschaft 2000, der U20-Junioren-C-Weltmeisterschaft 2000 und den U20-Weltmeisterschaften der Division II 2001 und 2002 teil.
Im Seniorenbereich stand er im Aufgebot seines Landes bei den Weltmeisterschaften der Division I 2005, 2006, 2007, 2008, 2009, 2010, 2014, 2015, 2016 und 2017. Bei der Weltmeisterschaft 2014 erzielte er für die Japaner im entscheidenden letzten Gruppenspiel gegen Ungarn den Ausgleich zum 2:2 und hielt damit die Hoffnung aufrecht, nach zehn Jahren wieder in die Top-Division aufzusteigen. Da die Ostasiaten aber schlussendlich mit 4:5 nach Penaltyschießen verloren, verpassten sie den Sprung nach oben und Österreich stieg statt ihrer auf.
Zudem trat er für Japan bei den Winter-Asienspielen 2007 und 2011 an, bei denen er mit Japan die Gold- bzw. die Silbermedaille gewann. Bei den Winter-Asienspielen 2017 belegte er mit den Japanern hinter Kasachstan und Südkorea den dritten Platz. Auch bei den Olympiaqualifikationsturnieren für die Winterspiele in Vancouver 2010, Sotschi 2014 und Pyeongchang 2018 vertrat er seine Farben.

## Erfolge und Auszeichnungen
- 2006 Japanischer Meister mit den Nippon Paper Cranes
- 2007 Meisterschaft der Asia League Ice Hockey mit den Nippon Paper Cranes
- 2007 Japanischer Meister mit den Nippon Paper Cranes
- 2009 Meisterschaft der Asia League Ice Hockey mit den Nippon Paper Cranes
- 2010 Japanischer Meister mit den Nippon Paper Cranes
- 2011 Japanischer Meister mit den Nippon Paper Cranes
- 2014 Meisterschaft der Asia League Ice Hockey mit den Nippon Paper Cranes

### International
- 2002 Aufstieg in die Division I bei der U20-Weltmeisterschaft der Division II
- 2007 Goldmedaille bei den Winter-Asienspielen
- 2011 Silbermedaille bei den Winter-Asienspielen
- 2017 Bronzemedaille bei den Winter-Asienspielen

## Karrierestatistik

### International
Vertrat Japan bei:
| - U18-B-Weltmeisterschaft 2000 - U20-C-Weltmeisterschaft 2000 - U20-Weltmeisterschaft 2001, Division II - U20-Weltmeisterschaft 2002, Division II - Weltmeisterschaft 2005, Division I - Weltmeisterschaft 2006, Division I - Weltmeisterschaft 2007, Division I - Weltmeisterschaft 2008, Division I - Olympiaqualifikation für 2010 - Weltmeisterschaft 2009, Division I | - Weltmeisterschaft 2010, Division I - Winter-Asienspiele 2011 - Olympiaqualifikation für 2014 - Weltmeisterschaft 2014, Division I - Weltmeisterschaft 2015, Division I - Olympiaqualifikation für 2018 - Weltmeisterschaft 2016, Division I - Winter-Asienspiele 2017 - Weltmeisterschaft 2017, Division I |

(Legende zur Spielerstatistik: Sp oder GP = absolvierte Spiele; T oder G = erzielte Tore; V oder A = erzielte Assists; Pkt oder Pts = erzielte Scorerpunkte; SM oder PIM = erhaltene Strafminuten; +/− = Plus/Minus-Bilanz; PP = erzielte Überzahltore; SH = erzielte Unterzahltore; GW = erzielte Siegtore; 1 Play-downs/Relegation; Kursiv: Statistik nicht vollständig)